# THE DRUMS
THE DRUMSは、指揮の北川勢（キタガワチカラ）を中心とした32人のドラマーによるパフォーマンスアート。

32台のドラムセットを円形に並べ、その縁の中心に観客を動員することで可能にした「人力サラウンド」の唯一無二の演目構成が持ち味になっている。

## 概要
THE DRUMSの演目は10ページ以上にも及ぶ16パートに分かれた譜面と綿密な打ち合わせ・リハーサルにより作られる。

2011年発足当初から32人のドラマーを4つのセクションに分け、それぞれのセクションの持ち味を活かしたドラムアンサンブルや、スネアロールやリズムパターンを一定のタイミングでそれぞれのパートに振り分け発音場所を変えることで、ロールやリズムが移動したり音が迫ってきたり、さまざま方向から音が飛んでくる「サラウンド効果」を人力で作り出す。近年の演目ではその効果を駆使しながらラッパーやダンサー、フラメンコやゴスペルクワイアなどとコラボレーションし更に演目の幅を広げている。
- THE DRUMS 2011（2011年10月、神戸サンボーホール）
- THE DRUMS 2012（2012年10月、尼崎アルカイックホールオクト）
- THE DRUMS 2013（2013年11月、大阪市鶴見区民センター）

## TDMF
THE DRUMSの中心メンバー8人により構成されたドラムライン。「THE DRUMS MARCHING FELLOWSHIP」の略。

H&M心斎橋店オープニングセレモニーや様々なイベントのオープニングアクトをはじめ、小学校の芸術鑑賞会、定期的な主催イベントなど、THE DRUMSの宣伝部隊として活動している。全員がドラムセット専門のドラマーだからこそできるハードでアッパーなグルーヴとエッジの効いた爆音が持ち味。

## TDLP
THE DRUMS所属のドラム講師3人によるYoutubeドラムレッスン動画配信プロジェクト。「THE DRUMS LESSON PROJECT」の略。

2013年3月より配信を開始し、チャンネル登録者数1,000人、総再生回数10万回を超える日本の人気ドラムレッスン動画。海外の一流ドラマーが行うリズムパターンやフレーズの紹介など、他のドラムレッスン動画にはない個性的なコンテンツが魅力。

## 参加メンバー一覧
北川勢(制作/指揮/TDMF/TDLP)

金子裕伸(2011～2013/制作/TDMF/TDLP)

棟允嗣(2011～2012)

徳原京都(2012～2013/TDMF)

灘上徹(2012～2013)

大東達也(2011～2013)

石黒翔平(2011～2013)

藤田亮介(2011～2013)

山口耕平(2012～2013)

出口智也(2011～2013/制作/TDMF/TDLP)

田中謙信(2011～2013)

木南貴憲(2011～2012)

船戸隆宏(2011～2013/TDMF)

中村豊(2011～2013)

飯田一馬(2011～2012)

三宅商史(2011～2013)

野中勇人(2012～2013/TDLP)

奥山佳奈(2011～2013/制作/TDMF)

富永ちひろ(2012)

たなかあいき(2012～2013/TDLP)

上江川聡(2011～2012)

和家佐将嗣(2012～2013)

木村琢磨(2011～2012)

入澤英輝(2012)

辻翔太郎(2011～2013/TDMF)

登丸勇己(2011～2013/制作/TDMF/TDLP)

雪村(2012)

鵜海貴允(2011～2013)

小笠原友子(2011～2012)

石原広基(2011～2012)

玉田裕(2011～2012)

大西茂雄(2011～2012)

山本貴仁(2011～2013/制作/TDMF)

白倉千春(2011)

新屋敷太一(2011)

平谷暁(2011)

野中孝輔(2011)

中野圭人(2011)

ジョン鈴木(2011)

岡崎伸也(2011)

上田高史(2011)

桃田大輔(2011・2013)

佐藤慎一郎(2013)

岩山美香(2013)

新子洋史(2013)

青木宏充(2013)

美藤大河(2013)

笹畑嘉文(2013)

谷淳史(2013)

種田充朗(2013)

内川雄貴(2013)

植松波音(2013)